# Bunker di Anielewicz
Il bunker di Anielewicz fu un rifugio situato tra Via Miła e Via Dubois (l’indirizzo prima della guerra era Ulica Miła 18), nel quartiere Muranów di Varsavia. Alla fine della rivolta del Ghetto di Varsavia vi si nascosero numerosi combattenti dell‘Organizzazione Ebraica, trovati in seguito morti nello stesso luogo (ŻOB, Żydowska Organizacja Bojowa), incluso il loro comandante Mordechaj Anielewicz.
Nel 1946 al posto del bunker distrutto fu costruito un tumulo commemorativo chiamato Kopiec Anielewicza (il Tumulo di Anielewicz).

## Storia

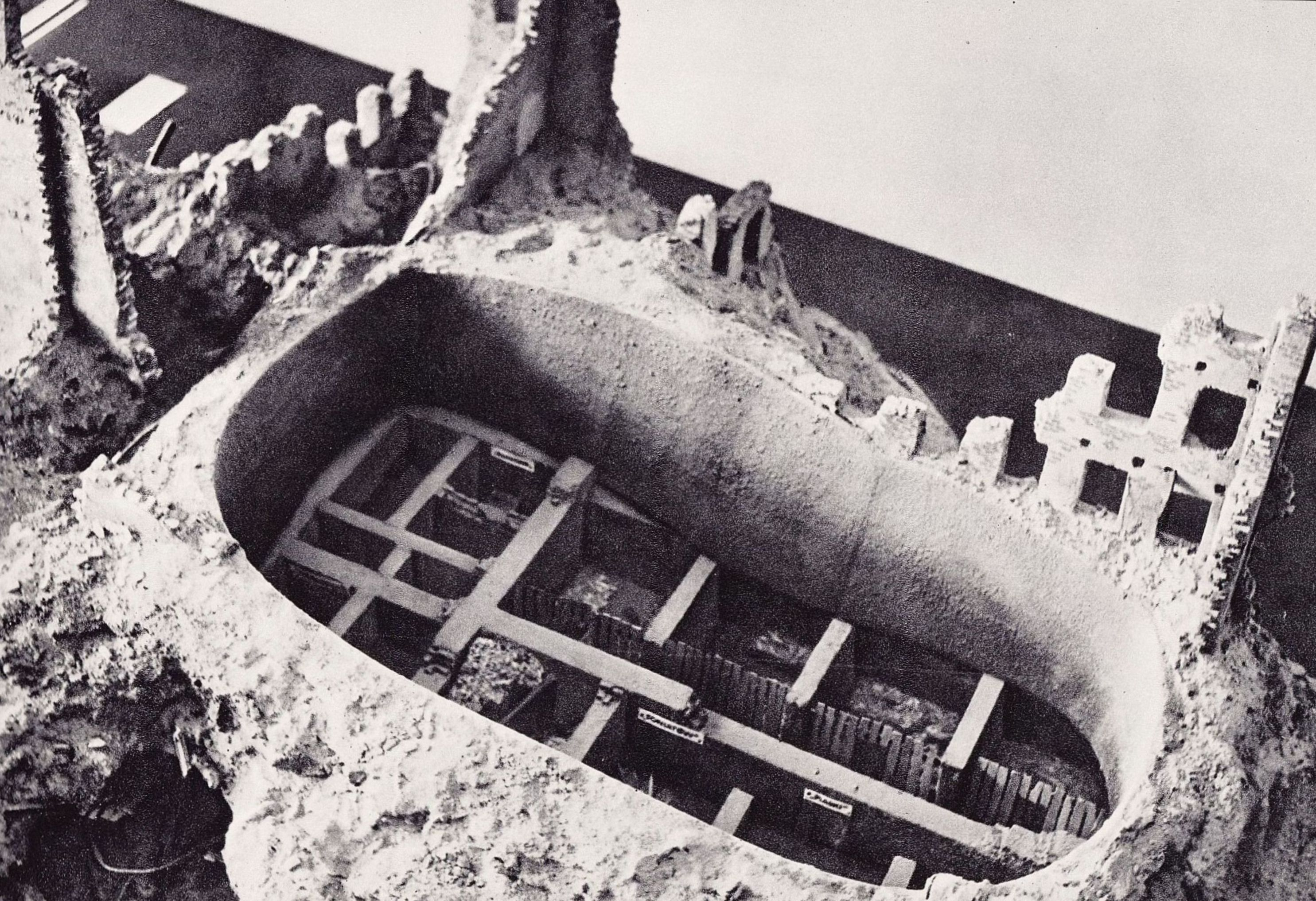
Ricostruzione postbellica del bunker ŻOB in ul. Miła 18.

Durante la rivolta, la sede dello ŻOB si trovava in Ulica Miła 29; in seguito alla sua scoperta fu spostata al rifugio di ulica Miła 18. Il bunker, grande, ben equipaggiato con provviste di armi e cibo e fornito di acqua e corrente elettrica, era costruito sotto una casa popolare distrutta nel settembre 1939. Apparteneva ad individui ai margini della società (i cosiddetti czompowie), malviventi comandati da Szmul Aszer. Il bunker aveva sei ingressi ed era attraversato da un lungo e stretto corridoio, con stanze su entrambi i lati, che i ribelli avevano chiamato Treblinka, Trawniki, Poniatów, Piaski e Getto. 

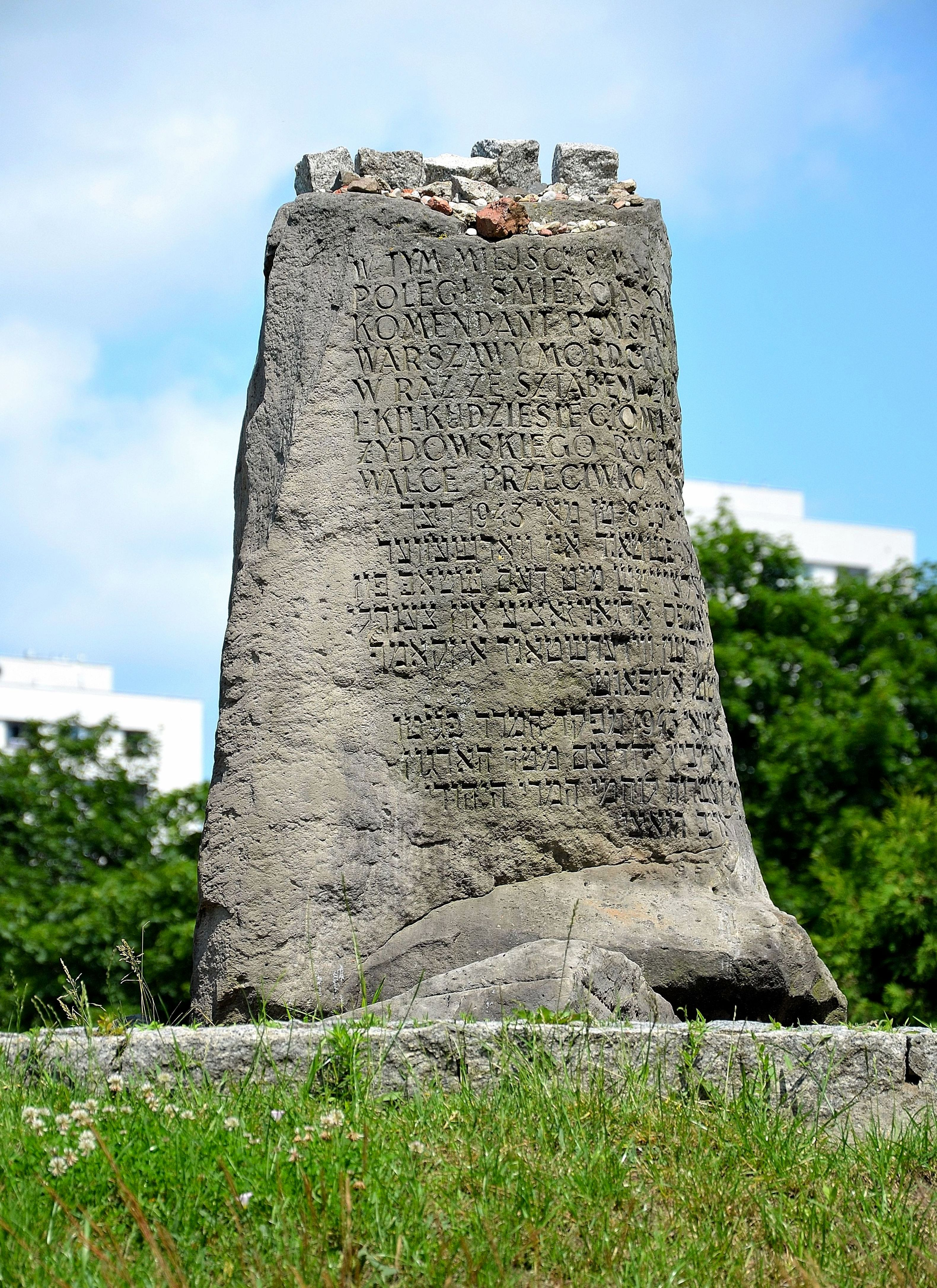
La pietra commemorativa posta sulla cima del tumulo di Anielewicz insieme alle pietre visibili messe da visitatori israeliani.

L'8 maggio 1943 il bunker, in cui si trovavano circa 300 persone, fu circondato da truppe tedesche e ucraine. Dopo l'ordine di arrendersi, alcune delle persone nascoste, principalmente civili, uscirono allo scoperto e si arresero. I soldati dello ŻOB rimasti all'interno provarono a combattere, ma si trattò fin dall'inizio di una lotta sbilanciata. Poco dopo i tedeschi usarono il gas. Tosia Altman fu una delle poche persone a salvarsi, grazie ad un passaggio segreto (la sesta uscita, non scoperta dai tedeschi). Secondo lei, i combattenti ebrei commisero un suicidio di gruppo per ordine di Arie Wilner. Lutek Rotblat, appartenente a questo gruppo, prima sparò a sua madre e poi si suicidò.
Circa 120 insorti furono uccisi, inclusi il comandante dello ŻOB  Mordechaj Anielewicz e la sua fidanzata Mira Fuchrer. Circa 15 persone sopravvissero, inclusi Michał Rozenfeld, Tosia Altman, Yehuda Węgrower, Pnina Zalcman e Menachem Bigelman. Alcuni dei sopravvissuti morirono in seguito alle ferite o all'avvelenamento da gas, il resto fu ucciso più tardi nella parte “ariana” del ghetto.
Il bunker sotterraneo divenne una tomba collettiva, poiché dopo il 1945 in ulica Miła 18 non furono eseguiti lavori di esumazione.
A causa alle somiglianze degli eventi con quelli accaduti negli anni 73-74 d.C. nell'antica fortezza ebraica di Masada, assediata dai Romani, il bunker è talvolta chiamato la Masada di Varsavia (warszawska Masada ).

## La commemorazione
Nel 1946, su iniziativa del Comitato Centrale degli Ebrei di Polonia, nel luogo in cui si trovava il bunker fu costruito, utilizzando le macerie delle case vicine, il Tumulo di Anielewicz (Kopiec Anielewicza). Sulla cima dell Tumulo di Anielewicz fu collocata una pietra commemorativa con la seguente iscrizione in polacco, ebraico e yiddish:

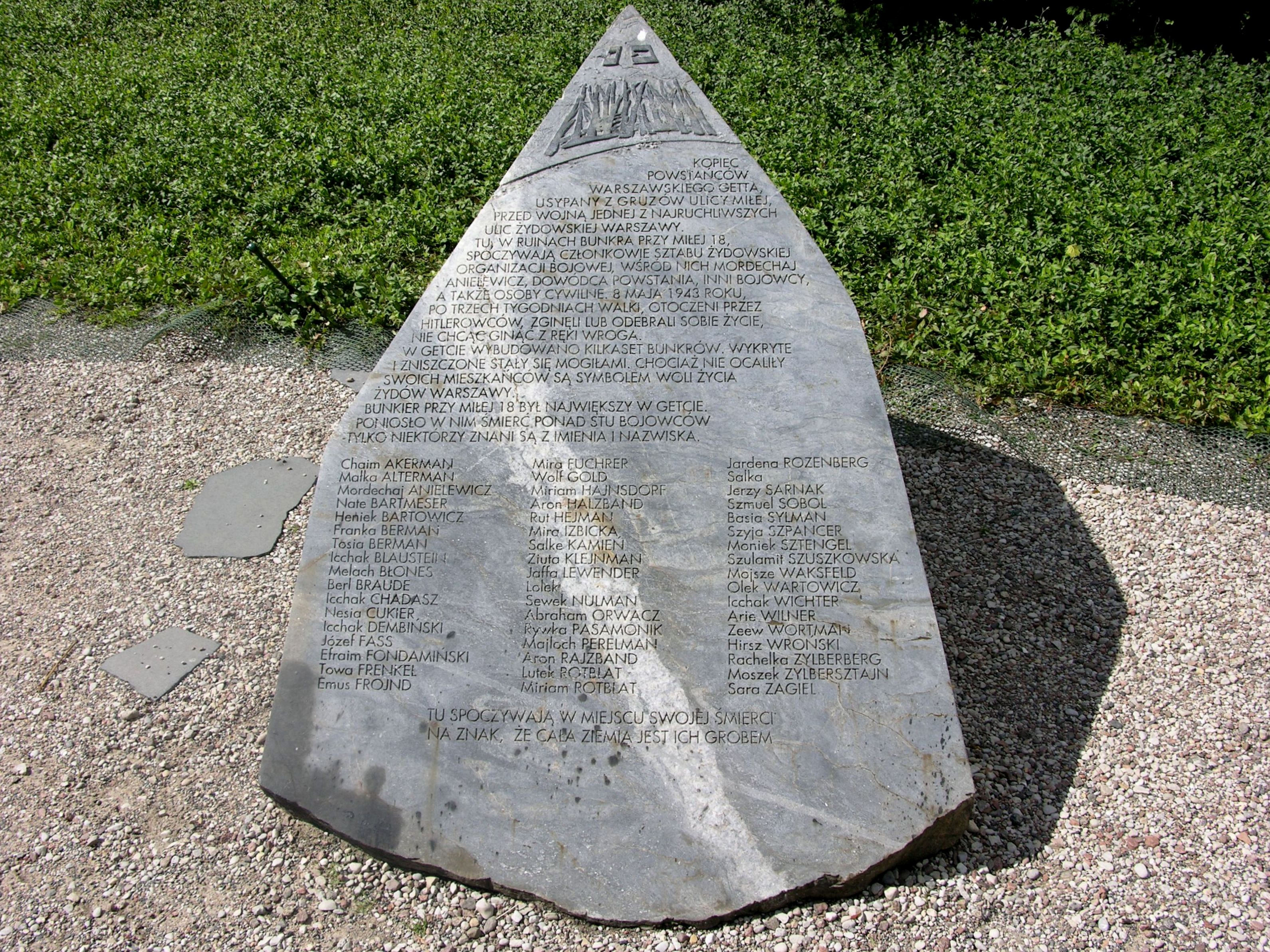
Obelisco ai piedi del tumulo con i nomi di 51 combattenti ebrei.

"In questo luogo, l'8 maggio 1943, il comandante della Rivolta del Ghetto di Varsavia, Mordechaj Anielewicz, cadde da soldato. Morì insieme ai combattenti della ŻOB e ad alcune decine di combattenti del movimento di resistenza ebraica nella lotta contro gli occupanti tedeschi."
Nel 2006 l'area intorno al tumulo è stata riordinata. Sotto ad esso, sul lato destro, è stato posto un piccolo obelisco di pietra progettato da Hanna Szmalenberg e realizzato dallo scultore Marek Moderau. Su di esso è incisa un'iscrizione di Piotr Matywiecki in polacco, inglese e yiddish:
"Il tumulo degli insorti del ghetto di Varsavia, costruito dalle macerie provenienti da ul. Miła - una delle strade più trafficate della Varsavia ebraica prima della guerra.

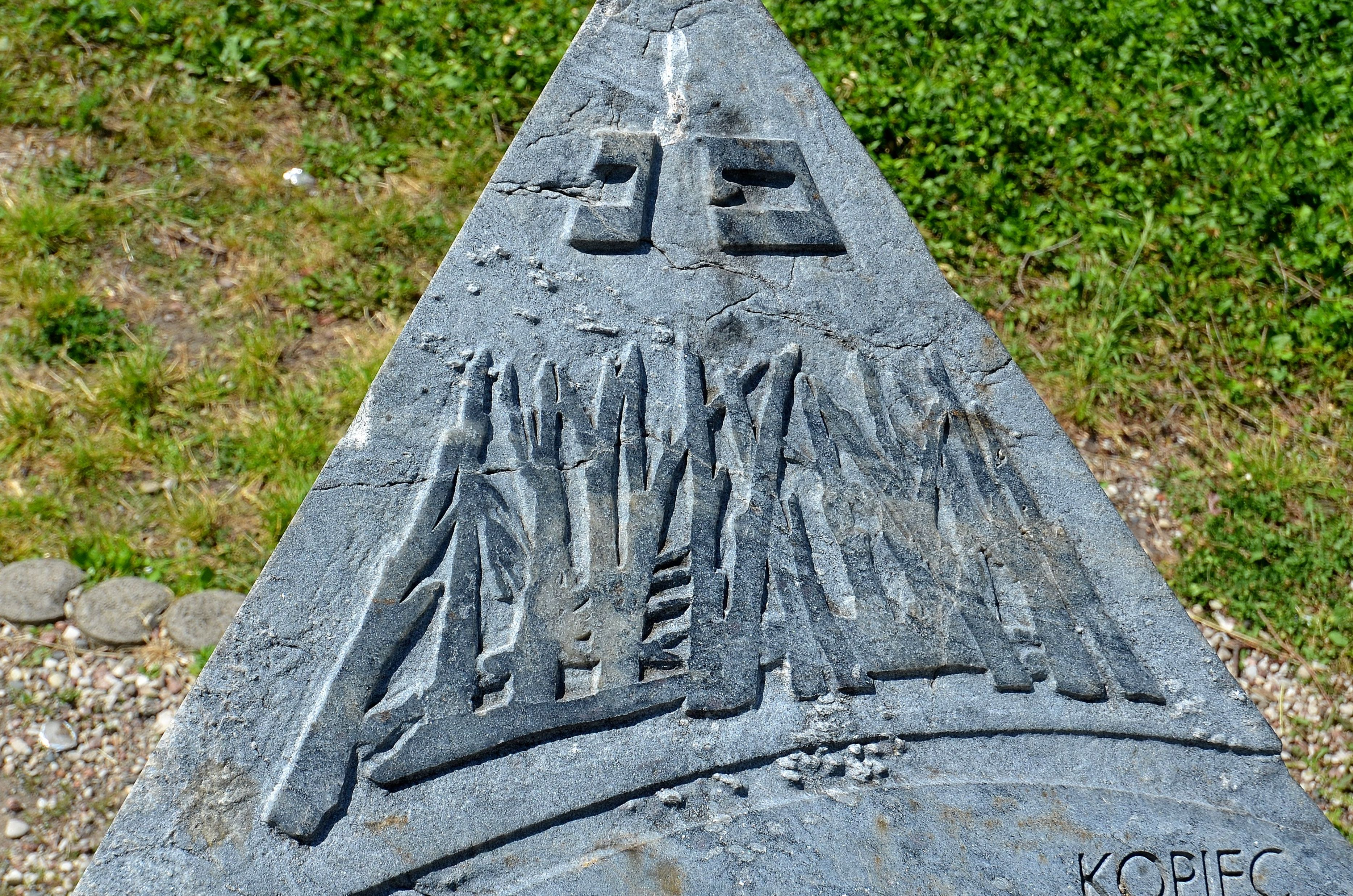
Il simbolo di una foresta distrutta posto sulla parete frontale dell'obelisco.

Qui, tra le rovine del bunker in ul. Miła 18, riposano i combattenti della ŻOB, inclusi Mordechaj Anielewicz, il comandante della rivolta, e altri militanti e civili. L'8 maggio, dopo tre settimane di lotte, circondati dai nazisti, furono uccisi o costretti al suicidio non volendo arrendersi. Nel ghetto furono costruiti centinaia di bunker, in seguito scoperti e distrutti dai nazisti, che poi divennero tombe. Nonostante i bunker non abbiano salvato i loro abitanti, sono comunque riconosciuti come un simbolo della volontà di vivere degli ebrei di Varsavia. Il Bunker in ul. Miła 18 era il più grande del ghetto. In esso morirono più di cento combattenti. Solo pochi di loro sono noti per nome.
Qui riposano nel luogo della loro morte, come segno che tutta la terra è la loro tomba."
Sulla parete anteriore dell'obelisco, su tre colonne, si trovano i nomi dei 51 ebrei insorti, le cui identità furono riconosciute. Inoltre è stato posto un bassorilievo rappresentante una foresta distrutta, simile a quello che si trova sul Monumento di Umschlagplatz.
Nel 2008 il tumulo è stato inserito nel registro dei monumenti su richiesta della Fondazione per la Conservazione del Patrimonio Ebraico in Polonia (FODŻ, Fundacja Ochrony Dziedzictwa Żydowskiego).

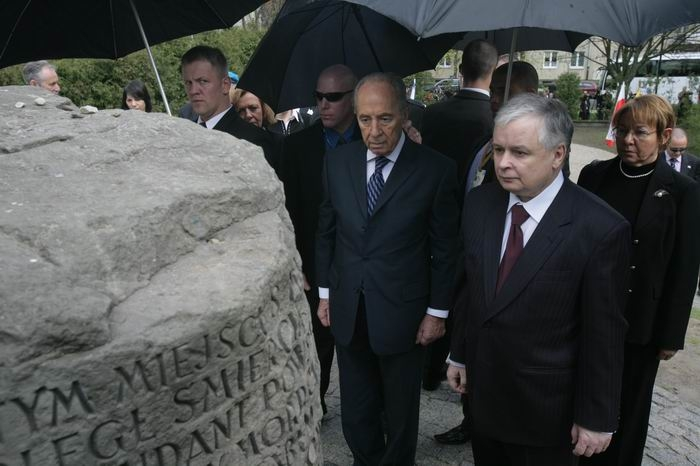
I presidenti della Polonia e del Israele – Lech Kaczyński e Szimon Peres- rendono omaggio agli insorti ebrei morti in ul. Miła (2008).

Attualmente l'indirizzo di ulica Miła 18 coincide con un condominio situato a circa 700 metri ad ovest della precedente localizzazione, vicino ad una strada della frazione di Wola.

## Insorti ebrei morti inulica Miła 18
- Chaim Akerman
- Małka Alterman
- Mordechaj Anielewicz
- Nate Bartmeser
- Heniek Bartowicz
- Franka Berman
- Tosia Berman
- Icchak Blaustein
- Melach Błones
- Berl Braude
- Icchak Chadasz
- Nesia Cukier
- Icchak Dembiński
- Józef Fass
- Efraim Fondamiński
- Towa Frenkel
- Emus Frojnd
- Mira Fuchrer
- Wolf Gold
- Miriam Hajnsdorf
- Aron Halzband
- Rut Hejman
- Mira Izbicka
- Salke Kamień
- Ziuta Klejnman
- Jaffa Lewender
- Lolek (solo nome)
- Sewek Nulman
- Abraham Orwacz
- Rywka Pasamonik
- Majloch Perelman
- Aron Rajzband
- Lutek Rotblat
- Miriam Rotblat
- Jardena Rozenberg
- Salka (solo nome)
- Jerzy Sarnak
- Szmuel Sobol
- Basia Sylman
- Szyja Szpancer
- Moniek Sztengel
- Szulamit Szuszkowska
- Mojsze Waksfeld
- Olek Wartowicz
- Icchak Wichter
- Arie Wilner
- Zeew Wortman
- Hirsz Wroński
- Rachelka Zylberberg
- Moszek Zylbertszajn
- Sara Żagiel